# Erin Phillips
Erin Phillips (19 de maio de 1985) é uma basquetebolista profissional australiana, medalhista olímpica.

## Carreira
Erin Phillips integrou a Seleção Australiana de Basquetebol Feminino, em Pequim 2008, conquistando a medalha de prata.